# 阿赫施泰滕
阿赫施泰滕是德国巴登-符腾堡州的一个市镇。总面积23.38平方公里，总人口4210人，其中男性2103人，女性2107人（2011年12月31日），人口密度180人/平方公里。